# Canon de 155 mm GPF

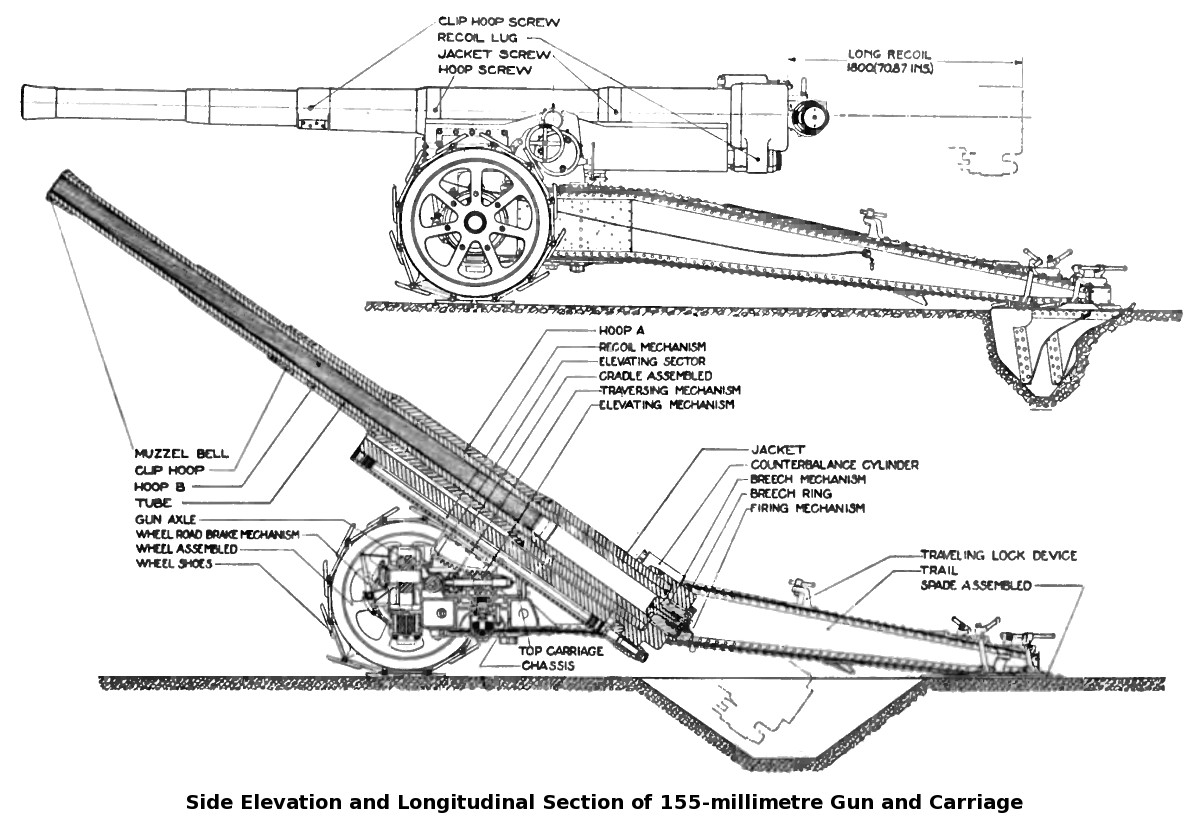
Seitenansicht und Schnittzeichnung einer mit Radgürteln ausgestatteten Canon de 155 mm GPF

Die Canon de 155 mm GPF (Grande Puissance Filloux) war eine Feldkanone aus französischer Produktion, die im Ersten und Zweiten Weltkrieg zum Einsatz kam. Die Wehrmacht setzte im Westfeldzug 1940 erbeutete Kanonen dieses Typs unter der Bezeichnung 15,5-cm-Kanone 417 (f), 15,5-cm-Kanone 418 (f) und 15,5-cm-Kanone 419 (f) ein.

## Geschichte
Die Kanone wurde während des Ersten Weltkrieges von Oberstleutnant Louis Jean François Filloux entwickelt, der bereits vor dem Krieg Entwürfe für eine verbesserte, weittragende 155-mm-Feldkanone eingereicht hatte. Sie wurde 1917 beim französischen Heer eingeführt und ersetzte die veraltete Canon de 155 mm L modèle 1877 (Kaliberlänge 27). Ihr Pendant auf deutscher Seite war die 15-cm-Kanone 16 von Krupp (Kaliberlänge 42). Die Kanone galt als einer der erfolgreichsten Entwürfe ihrer Kategorie und blieb in Frankreich bis zur Niederlage im Westfeldzug (Juni 1940) im Dienst.
Ab 1918 nutzten die US-Armee und das US-Marinekorps Lizenzbauten mit den Bezeichnungen 155 mm Gun M1917 bzw. M1918. Sie wurden erst 1942 durch die Einführung der 155 mm Gun M1 (Long Tom (Kaliberlänge 45)) abgelöst und teilweise als Küstengeschütze bis zum Ende des Zweiten Weltkriegs weiterverwendet. Außerdem bildeten sie die Bewaffnung der Selbstfahrlafette M12.
Die Wehrmacht erbeutete 1940 ungefähr 449 Geschütze dieses Typs und verwendete sie unter der Bezeichnung 15,5-cm-Kanone 418(f) in einigen Artillerieeinheiten. Später wurde sie als Küstengeschütz am Atlantikwall genutzt. Die Kanone wog 11.700 Kilogramm auf dem Marsch und konnte 43 Kilogramm schwere Geschosse bis zu 19.500 Meter weit schießen.

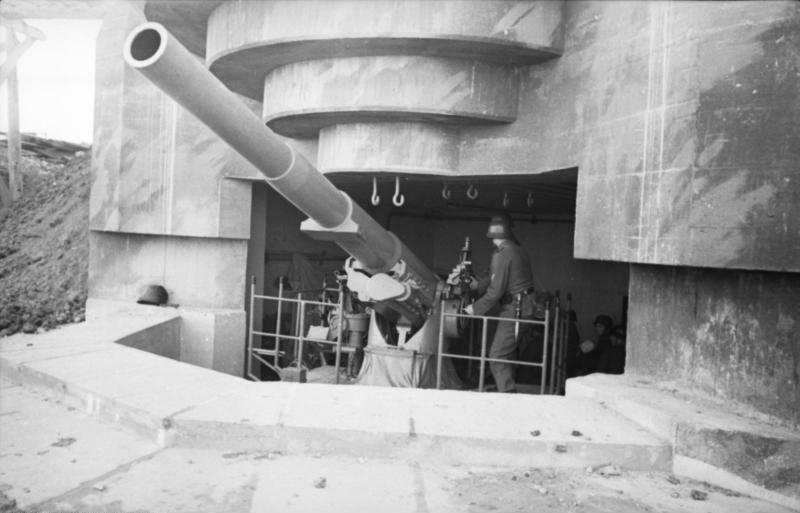
Deutsche 15,5-cm-Kanone 418(f) am Atlantikwall
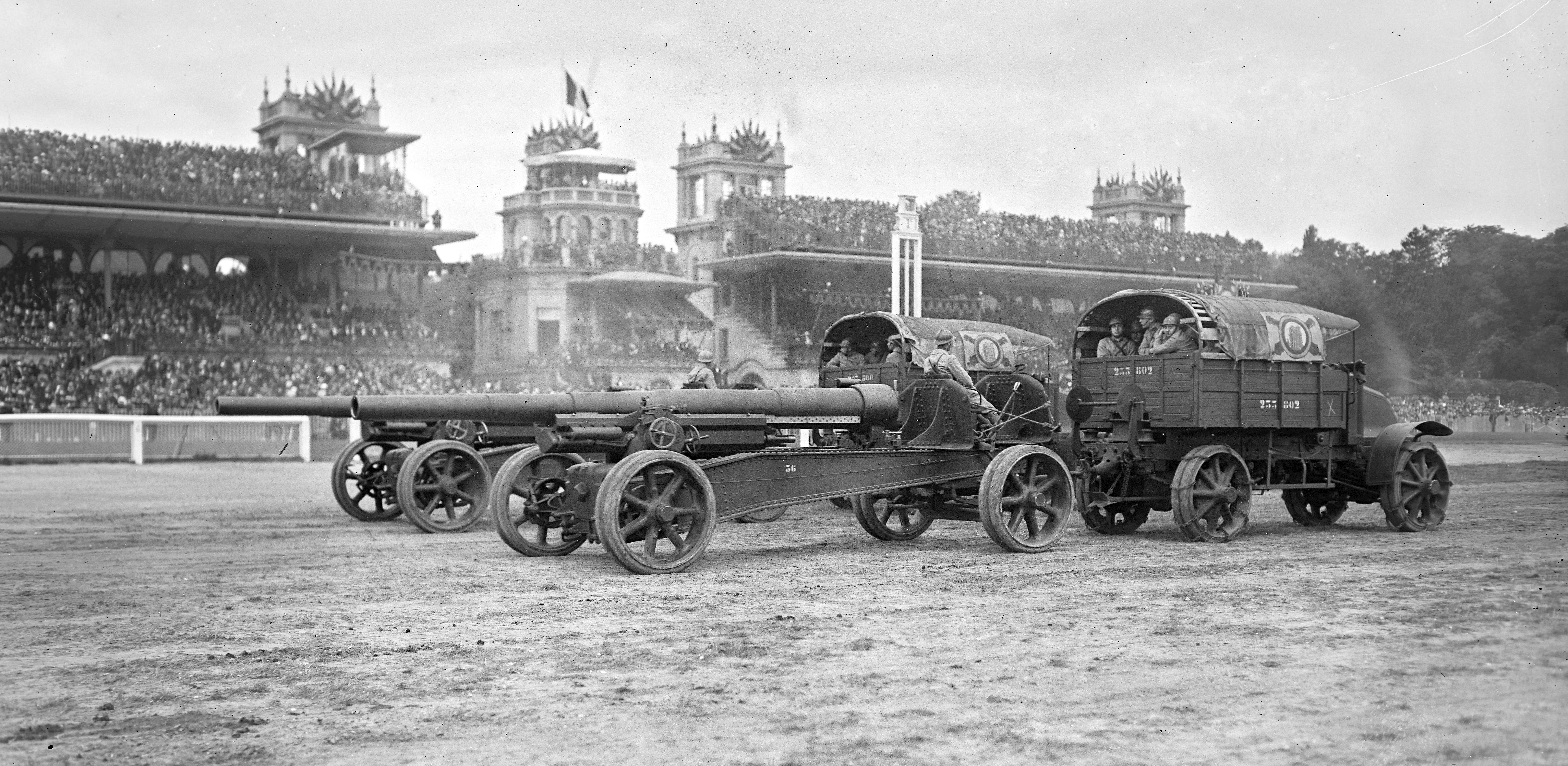
Canon de 155 mm GPF mit Artillerieschlepper Typ Renault EG bei der Parade am Hippodrome de Longchamp anlässlich des Nationalfeiertages am 14. Juli 1922.
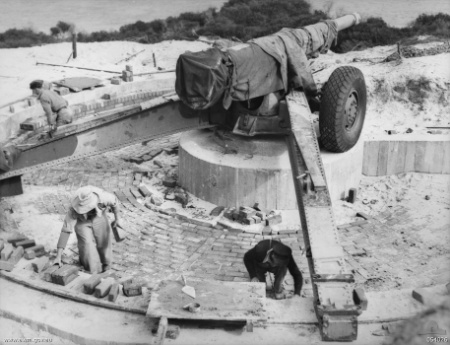
US-amerikanische 155 Gun M1918 M1 als Küstengeschütz